# Ahmed Ismail Hassan
Ahmed Ismael Hassan al-Samadi, anche conosciuto come Ahmed Ismail Hassan ed erroneamente identificato come Ahmed Ismail Abdulsamad, (Salmabad, 1990 – Salmabad, 31 marzo 2012) è stato un giornalista e youtuber bahreinita, morto dopo aver supportato le proteste anti-governative che si svolsero in occasione del Gran Premio del Bahrein 2012 di Formula 1 a Salmabad, in Bahrein. In tale circostanza fu colpito alla coscia da un colpo di arma da fuoco che causò la sua morte.
Fu la prima persona coinvolta nelle proteste ad essere colpita mortalmente. Fu il terzo giornalista del regno di Bahrein ucciso a partire dall'inizio delle proteste nel 2011 e uno degli 82 giornalisti uccisi in tutto il mondo nel 2012.

## Biografia

### Carriera
Hassan ha lavorato nell'ospitalità aziendale al Gran Premio del Bahrein. È stato inoltre attivo come cittadino videografo con il proposito di documentare e caricare su YouTube i video delle proteste, le quali iniziarono il 4 marzo 2011. Prima di morire, si era unito al Centro del Bahrein per i Diritti Umani. La sua città nativa Salmabad era conosciuta come un'area vietata e per questo la sua attività di videografo locale risultava rischiosa.

### Vita privata
Ahmed Ismael Hassan al-Samadi ha vissuto a Salmabad, nel regno del Bahrein, conosciuto come un villaggio sciita. È stato il quinto di nove figli. Hassan era un appassionato di corse automobilistiche e aveva decorato la sua camera da letto con le foto delle auto da corsa.
Hassan ha sostenuto l'opposizione anti-governativa del Bahrein.

### Morte
Ahmed Ismael Hassan è morto il 31 marzo 2012 dopo essere stato colpito da un proiettile alla coscia destra mentre riprendeva alcune scene di guerriglia notturna con lancio di gas lacrimogeni da parte delle forze di sicurezza contro i manifestanti. Ciò avvenne precisamente nella sua città natale Salmabad, a sud-ovest dalla capitale del Bahrein, Manama. La sicurezza in uniforme avanzò verso i manifestanti pacifici tra le 23:30 e la mezzanotte. In quel momento Hassan fu colpito alla coscia destra. Testimoni hanno affermato che i colpi sono stati sparati da uomini non identificati, che erano probabilmente miliziani, a circa 400 metri di distanza (440 yards). Essi si trovavano in un'oscura Toyota Land Cruiser senza numero di targa, erano insieme alla sicurezza ma senza uniforme. Dopo che Hassan fu colpito, gli astanti tentarono di aiutarlo, ma svenne a causa dell'enorme perdita di sangue. Lo portarono in una casa vicina per un primo soccorso ma, nell'oltrepassare la parte superiore della gamba, il proiettile aveva colpito un vaso sanguigno principale.
Un'ora più tardi, Hassan arrivò all'International Hospital e fu in seguito trasferito al Salmaniya Hospital. Per quell'ora però era già troppo tardi poiché la perdita di sangue era stata significativa, e morì così alle 4:30 del mattino. Prima di essere ucciso, Hassan era stato arrestato ed era noto per essere stato minacciato dalla sicurezza. Gli amici hanno suggerito che era stato preso di mira in quanto Hassan gli confessò che un membro delle forze di sicurezza aveva affermato che lo avrebbe denunciato per il suo giornalismo cittadino. Il governo ha smentito qualsiasi ruolo ed in seguito una dichiarazione del Ministero degli interni ha affermato che l'autopsia di Hassan era la prova che il proiettile non apparteneva alla sicurezza del Bahrein. La morte di Hassan è stata etichettata come omicidio dai media statali, ma rimane irrisolta.

## Contesto
Le sommosse popolari in Bahrein del 2011-2014 hanno posizionato in gran parte i manifestanti anti-governativi sciiti contro la monarchia a guida sunnita. L'opposizione sciita ha chiesto che il primo ministro affrontasse le elezioni democratiche piuttosto che essere nominato dalla monarchia del Bahrein. Hassan morì 14 mesi dopo l'inizio delle proteste. In quel periodo, il Centro per i Diritti Umani del Bahrein aveva chiesto proteste organizzate a nome del suo fondatore Abdulhadi al-Khawaja, arrestato nell'aprile 2011 e ricoverato in ospedale dopo uno sciopero della fame di circa 50 giorni.

### Impatto
Dopo essere stato ucciso, la sua famiglia e i manifestanti hanno chiesto la cancellazione dell'evento del Gran Premio del 22 Aprile. Hanno discusso riguardo alla gara della Formula 1 a causa della sua visibilità a livello mondiale e riguardo all'uso dell'evento da parte del governo come segno di unità nazionale. La famiglia di Hassan ha lanciato numerosi appelli per annullare la gara. Mentre la monarchia del Bahrein era divisa, il principe ereditario Salman bin Hamad bin Isa Al Khalifa aveva insistito per l'evento, mentre inizialmente il re non era d'accordo, ma sulla scia delle richieste, il Gran Premio proseguì come programmato. I musulmani come da tradizione sono seppelliti entro 24 ore dalla morte, ma nel caso di Hassan la famiglia ha contestato il certificato di morte e per questo non si è impadronita del corpo. Più tardi, Mohammed Ahmed Abdel Aziz, un ragazzo di 15 anni, è stato ucciso e molti altri furono feriti dalla polizia anti-sommossa ai funerali di Hassan.

### Reazioni
La tragedia ha provocato uno sfogo di rabbia tra la maggioranza della popolazione sciita del Bahrein. Una giornalista ha dichiarato che ovunque andasse sentiva la gente parlare di Hassan. Un'altra giornalista cittadina del Bahrein, che aveva fornito un resoconto sul trattamento medico delle ferite di Hassan, ha affermato di essere stata sopraffatta dalla quantità di sangue. Lavorando come giornalista cittadino, Hassan aveva lavorato indipendentemente e senza assistenza o supporto. Le organizzazioni per i diritti umani hanno rilasciato le seguenti dichiarazioni: 
il Centro per i diritti umani del Bahrein ha detto che la morte di Hassan è stata parte di un tentativo sistematico per intimidire e fermare la fotografia delle proteste. Il Comitato per la protezione dei giornalisti si è focalizzato sul trattamento dei giornalisti: "Questa sparatoria evidenzia i terribili rischi che i giornalisti affrontano nel registrare i disordini sociali e politici del Bahrein. Le autorità del Bahrein devono immediatamente fare indagini su questa morte in modo del tutto credibile e tempestivo". Irina Bokova, direttore generale dell'UNESCO, ha dichiarato: "Il diritto umano fondamentale della libertà di espressione e della libertà dei giornalisti e dei giornalisti cittadini di coprire eventi è essenziale per qualsiasi società che voglia sostenere i principi della democrazia e dello stato di diritto. Accolgo le notizie secondo le quali le autorità intendono avviare un'inchiesta su questo grave evento e spero che i colpevoli siano consegnati alla giustizia". Il nome di Hassan fu uno degli 82 aggiunti al Memorial dei giornalisti al Newseum di Washington per i giornalisti uccisi nel 2012.